# 山田佳伸
山田 佳伸（やまだ よしのぶ、1963年2月18日 - ）は、日本の男優、声優。福島県出身。旧芸名は山田 善伸。かつては演劇集団 円に所属していた。

## 出演作品

### テレビドラマ
- 刑事貴族（日本テレビ、1990年10月 - 1991年3月）- 南宏介
- 刑事貴族2（日本テレビ、1991年4月 - 1992年3月）- 南宏介
- TOKYO23区の女（フジテレビ、1996年）
- 火曜サスペンス劇場 監察医・室生亜季子 PART23（日本テレビ、1998年2月）- 森刑事
- 火曜サスペンス劇場 監察医・室生亜季子 PART25（日本テレビ、1999年5月） - 森刑事
- 火曜サスペンス劇場 監察医・室生亜季子 PART26（日本テレビ、1999年10月） - 南刑事
- 火曜サスペンス劇場 九門法律相談所 PART10（日本テレビ、1999年7月）- 本間浩一
- はぐれ刑事純情派 PART12（第18話）（テレビ朝日、1999年7月）

### 映画
- マイフェニックス（東宝、1989年） - 相手チームの主将

### オリジナルビデオ
- JINGI 仁義（1998年）

### テレビアニメ
- 名探偵コナン（日本テレビ、1997年） - 辻村貴善、上田光司

### 舞台
- 卒塔婆小町（新神戸オリエンタル劇場、1998年5月）- 詩人

## 参考サイト、書籍
- goo映画（NTTレゾナント）
- はぐれ刑事純情派 公式ページ（東映）
- 名探偵コナン アニメ版公式ページ（よみうりテレビ）
- 声優名鑑（成美堂出版）